# Диордиев, Владимир Степанович
Владимир Степанович Диордиев (18 августа 1912, Луганск, Славяносербский уезд, Екатеринославская губерния, Российская империя — неизвестно, Константиновка, Краматорский район, Донецкая область, Украинская ССР) — директор Константиновского металлургического завода имени Фрунзе, Сталинская область, Украинская ССР. Герой Социалистического Труда (1958).

## Биография
Родился в 1912 году в Луганске Славяносербского уезда. После окончания средней школы трудился в народном хозяйстве Украинской ССР до призыва по мобилизации в ноябре 1941 года в Красную Армию. Участвовал в Великой Отечественной войне. Воевал связистом в составе 62-го гвардейского отдельного батальона связи 190-го особого линейного полка связи 8-й гвардейской Армии. В боях при Константиновке в декабре 1942 года получил тяжёлое ранение. После излечения служил в офицерской должности для поручений 6-й Армии. После демобилизации в ноябре 1945 года трудился на восстановлении разрушенного Константиновского металлургического завода.
После получения высшего образования был назначен директором Константиновского металлургического завода. Обеспечил досрочное выполнение плановых производственных заданий за первые два года Шестой пятилетки (1956—1960). Указом Президиума Верховного Совета СССР от 19 июля 1958 года удостоен звания Героя Социалистического Труда за «выдающиеся успехи, достигнутые в деле развития чёрной металлургии» с вручением ордена Ленина и золотой медали «Серп и Молот» (№ 9288).
Этим же указом званием Героя Социалистического Труда был награждён сталевар мартеновского цеха Иван Яковлевич Бордунов.
После выхода на пенсию проживал в Константиновке. Дата смерти не установлена (после марта 1985 года, когда он получил Орден Отечественной войны 2-й степени).
Награды
- Герой Социалистического Труда
- Орден Ленина
- Орден Отечественной войны 2 степени (11.03.1985)
- Орден Красной Звезды (15.03.1945)
- Орден Трудового Красного Знамени (22.03.1966)
- Медаль «За отвагу» (19.11.1943)
- Медаль «За трудовое отличие» (24.01.1951)
- Медаль «За трудовую доблесть» (06.02.1951)